# Gimme Shelter

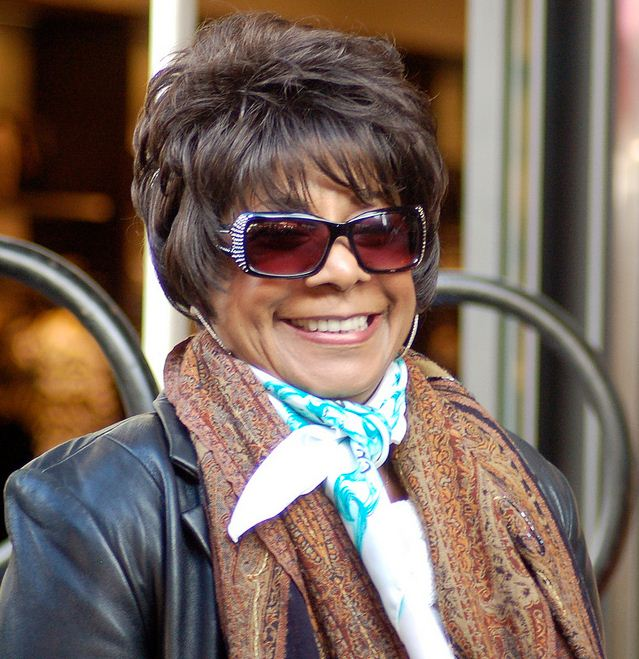
Merry Clayton

A Gimme Shelter a  The Rolling Stones egyik leghíresebb, maradandó dala. Szerzői: Mick Jagger és Keith Richards.
Greil Marcus amerikai kritikus a Rolling Stone magazinnak méltatva a dalt kijelentette, hogy a banda „soha nem csinált még ennél jobbat”. 2021-ben a Gimme Shelter a 13. helyre került a Rolling Stone Magazin Minden idők 500 legjobb dala listán.
A dal a háború, a gyilkosságok, a nemi erőszak és a félelem témáiról szól.

## Híres felvételek
- Hobo[1]
- Playing for Change Band
- Angélique Kidjo & Dianne Reeves
- The Rolling Stones & Lady Gaga
- Merry Clayton
- Puddle Of Mudd
- Jamie Harrison
- Betty Moon
- Paul Brady
- Lzzy Hale
- The Sisters of Mercy
- Patti Smith

## A populáris kultúrában
A Gimme Shelter számos filmben és televíziós műsorban, reklámban elhangzott. Az 1970-es Gimme Shelter című dokumentumfilm, amelyet Albert és David Maysles és Charlotte Zwerin rendezett, és amely a Rolling Stones 1969-es amerikai turnéjának utolsó heteit és a katasztrofális Altamont Free Concertet mutatja be, a dalról kapta a címét. A dal három Martin Scorsese-filmben is szerepelt.